# Sörby och Bondfallet
Sörby och Bondfallet är bebyggelse i byarna Sörby och Bondfallet i Västervåla socken, belägna cirka 14 km sydost om Fagersta. Bebyggelsen var 1990 en av SCB avgränsad och namnsatt småort i Fagersta kommun. Från 2015 avgränsar SCB här åter en småort.